# 邸順
邸顺（1183年—1256年），字从政，金朝末年保定府行唐县（今河北省行唐县）人。
金朝末年，与弟邸常在曲阳集乡兵筑石城、玄保两寨，分据以守乡里。1214年，率众归附成吉思汗。授为行唐令。升为蒙古帝国的恒州安抚使。击败金将武仙的进犯，升为恒州等处都元帅。跟随木华黎在真定击败武仙，迫使武仙弃真定南逃。以功受赐名察纳合儿。升骠骑卫上将军，充山前都元帅。1231年跟随窝阔台攻河南诸州府，后破归德府、攻涟水。知中山府，佩金符，升任行军万户。1256年，邸順病卒，年七十四岁。其子邸浃，邸顺族弟邸琮，邸琮子邸泽，都在元朝为将。

## 延伸阅读
[在维基数据编辑]
 《元史·卷151》，出自宋濂《元史》
 《新元史/卷144》，出自柯劭忞《新元史》